# ورزشگاه روسوندا آی‌پی
ورزشگاه روسوندا آی‌پی (سوئدی: Råsunda IP) یک ورزشگاه در سولنا، سوئد بود.
این ورزشگاه که در سال ۱۹۱۰ تأسیس و در سال ۱۹۳۷ بسته شده یکی از ورزشگاه مسابقات فوتبال و تیراندازی بازی‌های المپیک تابستانی ۱۹۱۲ بوده‌است.